# Городской колледж Нью-Йорка
Городской колледж Нью-Йорка (англ. City College of the City University of New York) — основной и старейший колледж Городского университета Нью-Йорка (CUNY). Его кампус площадью около 14 га расположен вдоль Конвент-авеню, в районе Гамильтон-Хайтс на Манхэттене.

## История

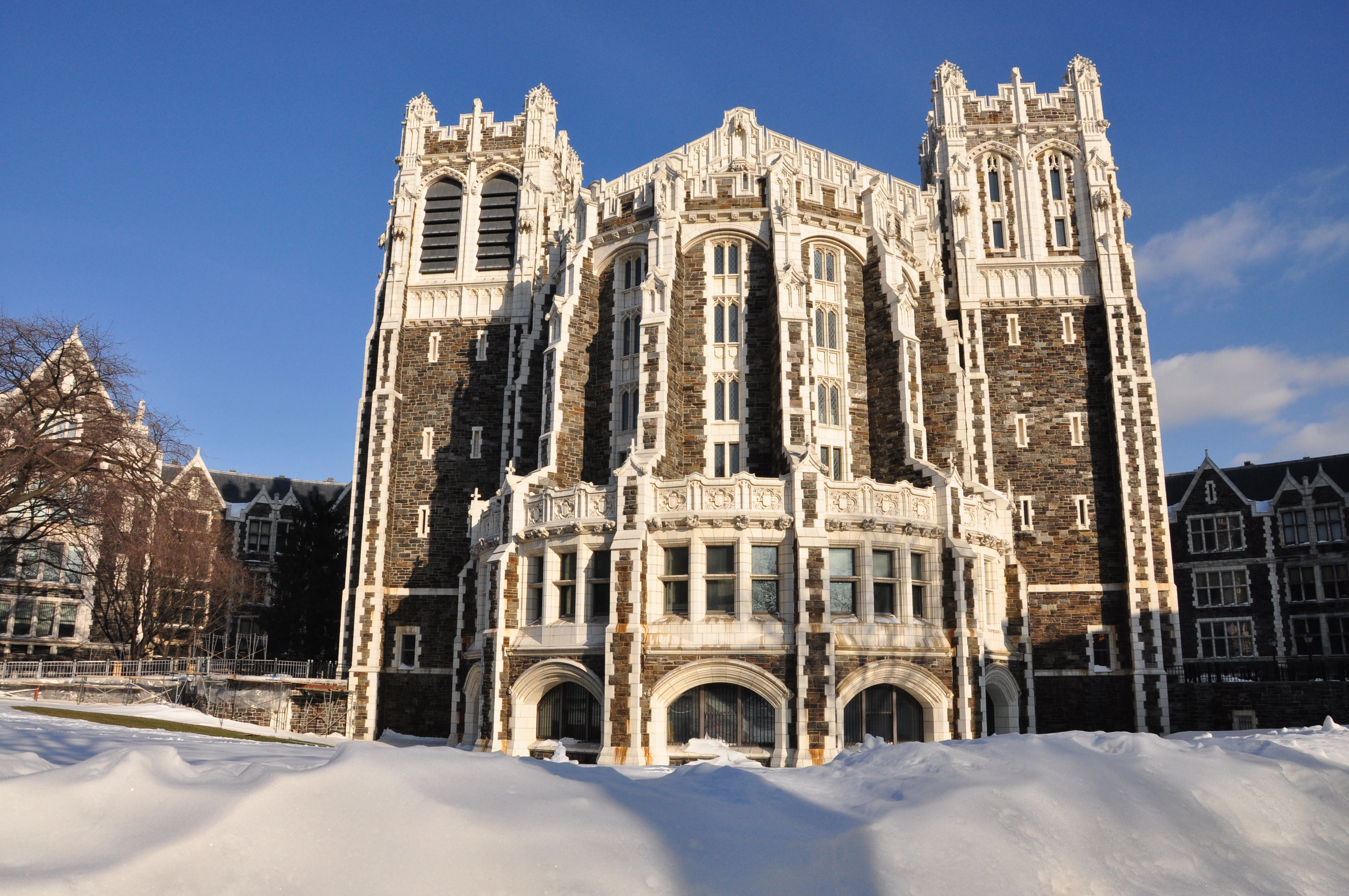
Шепард-холл рядом с парадным входом.

Основан в 1847 году на средства состоятельного бизнесмена Таунсенда Харриса. Городской колледж Нью-Йорка был первым бесплатным общественным учреждением высшего образования в Соединённых Штатах Америки, а также на протяжении многих лет считается флагманским кампусом CUNY.
Осенью 2011 года в колледже насчитывалось 16 544 студентов, обучавшихся на бакалавров, магистров, докторов в области архитектуры, инженерного дела, свободных искусств и наук, образования, биомедицины, психологии и др. Студенческий состав Городского колледжа Нью-Йорка один из самых разнообразных в США и объединяет представителей 162 стран мира.

## Известные выпускники

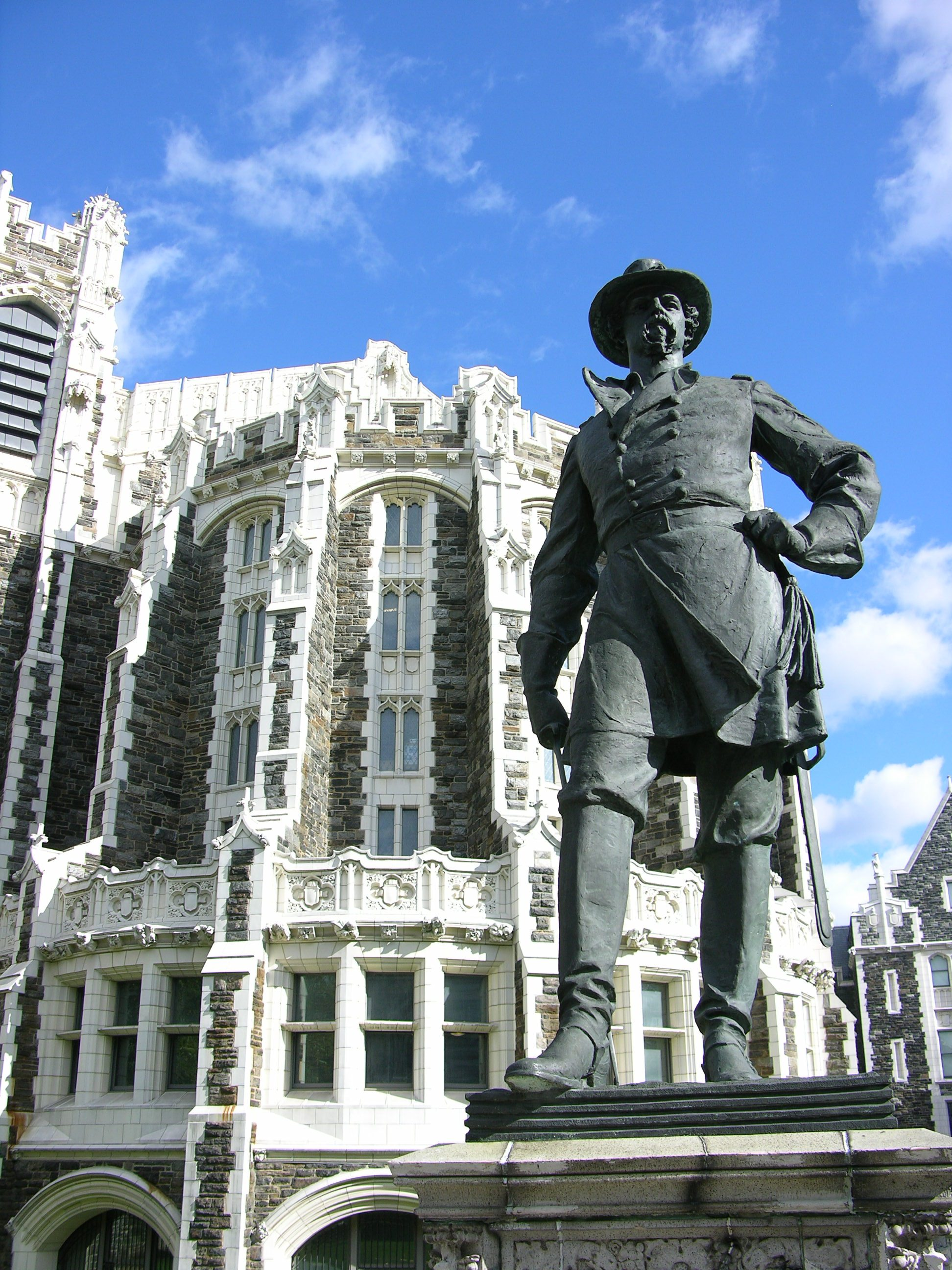
Памятник Александру Стюарту Уэббу (1835–1911), второму руководителю колледжа (1869–1903).

Среди выпускников Городского колледжа Нью-Йорка много выдающихся учёных, инженеров, политиков, бизнесменов, писателей и др., оказавших значительное влияние на развитие науки и общества.
11 лауреатов Нобелевской премии: 
- Джулиан Швингер,
- Арно Аллан Пензиас,
- Леон Макс Ледерман,
- Артур Корнберг,
- Генри Киссинджер,
- Джером Карле,
- Роберт Хофштадтер,
- Херберт Аарон Хауптман,
- Роберт Джон Ауманн,
- Кеннет Джозеф Эрроу,
- Джулиус Аксельрод.

Также его выпускники:
- американский финансист Бернард Барух,
- социолог и публицист, основатель теории постиндустриального общества Дэниел Белл,
- известный учёный-механик Бернард Будянский
- основатель корпорации Intel Эндрю Стивен Гроув,
- новатор в области производства игрушек для детей Фрэнк Каплан,
- американский модельер и бизнесмен Ральф Лорен,
- американский изобретатель Луис Паркер,
- 65-й государственный секретарь Колин Пауэлл,
- математик и один из основателей многозначной логики Эмиль Леон Пост,
- физик-теоретик, один из создателей теории струн Леонард Сасскинд,
- исследователь и вирусолог Джонас Солк,
- автор теории когнитивного диссонанса Леон Фестингер,
- инженер и изобретатель Герман Холлерит,
- изобретатель протокола TCP и IP Роберт Эллиот.

Также в колледже некоторое время учились:
- американский кинорежиссёр, актёр, драматург и джазовый кларнетист Вуди Аллен.